# Gamyeon
Gamyeon (가면?, lett. Maschera; titolo internazionale Mask) è una serie televisiva sudcoreana trasmessa su SBS dal 27 maggio al 30 luglio 2015.

## Trama
Byun Ji-sook lavora come commessa in un centro commerciale quando improvvisamente si imbatte nella sua doppelgänger Seo Eun-ha. Mentre la famiglia di Ji-sook è tormentata dagli usurai a causa del debito contratto dal padre e dal fratello, Eun-ha è la figlia di un parlamentare e la fidanzata di Choi Min-woo. Questi è il figlio illegittimo del presidente del chaebol SJ Group e il presunto erede della compagnia. Nonostante la vita agiata, Min-woo è cresciuto senza amore, e il matrimonio suo e di Eun-ha è riconosciuto da entrambi come un mero accordo di affari volto ad ottenere reciproci benefici. Eun-ha, tra l'altro, ha una relazione illecita con il cognato di Min-woo, l'ambizioso avvocato Min Seok-hoon, disposto a tutto pur di impedire che Min-woo venga nominato successore, anche a cospirare con il suo psichiatra per fargli credere di essere impazzito. Ma i suoi piani vanno storti quando Eun-ha muore annegata, perciò Seok-hoon ricatta Ji-sook affinché ne prenda il posto. Quando Min-woo comincia a trascorrere più tempo con Ji-sook, resta perplesso e incuriosito dalla nuova moglie e da come sia diversa da quello che si aspettava, mentre Seok-hoon continua a cospirare per ucciderlo.

## Personaggi
- Byun Ji-sook, interpretata da Soo Ae
- Seo Eun-ha, interpretata da Soo Ae
- Choi Min-woo, interpretato da Ju Ji-hoon e Jeon Jin-seo (da giovane)
- Min Seok-hoon, interpretato da Yeon Jung-hoon
Cognato di Min-woo, marito di Mi-yeon.
- Choi Mi-yeon, interpretata da Yoo In-young
Sorellastra di Min-woo, moglie di Seok-hoon.
- Byun Dae-sung, interpretato da Jung Dong-hwan
Padre di Ji-sook.
- Kang Ok-soon, interpretata da Yang Mi-kyung
Madre di Ji-sook.
- Byun Ji-hyuk, interpretato da Hoya
Fratello di Ji-sook.
- Choi Doo-hyun, interpretato da Jeon Guk-hwan
Padre di Mi-yeon e Min-woo.
- Song Seol-hee, interpretata da Park Joon-geum
Madre di Mi-yeon.
- Seo Jong-hoon, interpretato da Park Yong-soo
Padre di Eun-ha.
- Lee Jung-seon, interpretata da Lee Jong-nam
Matrigna di Eun-ha.
- Shim Bong-seol, interpretato da Kim Byung-ok
/Usuraio.
- Kim Jung-tae, interpretato da Jo Han-sun
Ex-compagno di scuola superiore di Ji-sook.
- Myung-hwa, interpretata da Park Yeon-soo
Collega di lavoro di Ji-sook, sua migliore amica.
- Hwang Mal-ja, interpretata da Hwang Seok-jeong
Collega di lavoro di Ji-sook.
- Yeo Seung-hyun, interpretata da Park Jun-myeon
Superiore di Ji-sook al lavoro.
- Professor Kim, interpretato da Joo Jin-mo
Psichiatra di Min-woo.
- Kim Yeon-soo, interpretata da Kim Ji-min
Cameriera di casa Choi, innamorata di Chang-soo.
- Nam-chul, interpretato da Moon Sung-ho
Maggiordomo di casa Choi.
- Oh Chang-soo, interpretato da Cho Yoon-woo
Segretario di Min-woo, innamorato di Yeon-soo.
- Bbul-te, interpretato da Sung Chang-hoon
Segretario di Seok-hoon.

## Ascolti
| Episodio | Titolo                                                            | Data di trasmissione | Dati TNMS           | Dati TNMS                  | Dati AGB            | Dati AGB                   |
| Episodio | Titolo                                                            | Data di trasmissione | A livello nazionale | Area metropolitana di Seul | A livello nazionale | Area metropolitana di Seul |
| -------- | ----------------------------------------------------------------- | -------------------- | ------------------- | -------------------------- | ------------------- | -------------------------- |
| 1        | 300만원의 행복 (Una felicità da 300 milioni di won)               | 27 maggio 2015       | 7,5%                | 8,8%                       | 7,5%                | 8,0%                       |
| 2        | 기억을 걷는 소년 (Un ragazzo che cammina tra i ricordi)           | 28 maggio 2015       | 8,5%                | 9,8%                       | 9,2%                | 9,5%                       |
| 3        | 최선의 선택, 최악의 선택 (La scelta migliore, la scelta peggiore) | 3 giugno 2015        | 8,2%                | 10,0%                      | 8,6%                | 9,0%                       |
| 4        | 악마가 만든 천국 (Il paradiso creato dal diavolo)                 | 4 giugno 2015        | 10,3%               | 12,2%                      | 10,7%               | 12,1%                      |
| 5        | 가난한 부자 (Il ricco povero)                                     | 10 giugno 2015       | 9,4%                | 10,9%                      | 9,4%                | 10,1%                      |
| 6        | 가족, 그 가슴 아픈 기억 (La famiglia, quel ricordo straziante)    | 11 giugno 2015       | 10,4%               | 12,6%                      | 9,8%                | 10,3%                      |
| 7        | 기대어 울 수 있는 한 가슴 (Un petto su cui poter piangere)        | 17 giugno 2015       | 10,0%               | 12,0%                      | 11,0%               | 12,5%                      |
| 8        | 합리적 망상 (Un'illusione ragionevole)                            | 18 giugno 2015       | 9,8%                | 12,2%                      | 11,8%               | 12,6%                      |
| 9        | 눈부처 (Il mio riflesso nei tuoi occhi)                           | 24 giugno 2015       | 9,7%                | 12,6%                      | 10,8%               | 11,3%                      |
| 10       | 가면의 얼굴들 (Volti mascherati)                                  | 25 giugno 2015       | 10,1%               | 12,5%                      | 9,7%                | 9,3%                       |
| 11       | 거짓말 게임 (Gioco di bugie)                                      | 1 luglio 2015        | 10,4℅               | 12,9%                      | 10,1%               | 10,8%                      |
| 12       | 불행한 행복 (Una felicità infelice)                               | 2 luglio 2015        | 11,1%               | 12,8℅                      | 11,1%               | 11,6%                      |
| 13       | 청혼과 이혼 (Una proposta e un divorzio)                          | 8 luglio 2015        | 9,9%                | 12,9%                      | 10,8%               | 11,5%                      |
| 14       | 창과 방패 (Lancia e scudo)                                        | 9 luglio 2015        | 10,2%               | 12,9%                      | 11,1%               | 11,4%                      |
| 15       | 표적 (L'obiettivo)                                                | 15 luglio 2015       | 10,0%               | 13,4%                      | 11,3%               | 11,5%                      |
| 16       | 꼭두각시의 심장 (Il cuore della marionetta)                       | 16 luglio 2015       | 11,4%               | 13,8%                      | 12,2%               | 12,7%                      |
| 17       | 가족 (Famiglia)                                                   | 22 luglio 2015       | 9,4%                | 12,0%                      | 12,4%               | 13,7%                      |
| 18       | 덫 (Trappola)                                                     | 23 luglio 2015       | 11,2%               | 14,3%                      | 12,7%               | 13,3%                      |
| 19       | 빈자리 (Posto vacante)                                            | 29 luglio 2015       | 10,7%               | 13,6%                      | 11,5%               | 12,2%                      |
| 20       | 우리집 (Casa nostra)                                              | 30 luglio 2015       | 12,6%               | 16,5%                      | 13,6%               | 14,2%                      |
| Media    | Media                                                             | Media                | 10,1%               | 12,4%                      | 10,8%               | 11,4%                      |

## Colonna sonora
1. One Day (단 하루) – Lyn
2. Pain (아프다) – Zico (Block B) e Sojin (Girl's Day)
3. One Person (한 사람) – Moon Myung-jin
4. As If I'm Dead (죽은 듯이 지낼게) – Chancellor e Vasco
5. I Hope This is a Lie (거짓말이길 바랬어) – Navi
6. There is No Love (사랑은 없다) – Byulha (HeartB)
7. Similar (닮은 꼴) – Jung Gi-go feat. Joohun (Monsta X)
8. Where? (어디에) – Yoon Do-hyun
9. I Miss You (참 그립다) – Seo Eun-kwang (BTOB) e Miyoo
10. One Day (Inst.) (단 하루 (Inst.))
11. Mask (가면)
12. Doppelgänger, Sad Meeting (도플갱어, 슬픈 만남)
13. A Person You Can Cry On (기대어 울 수 있는 한 사람)
14. The Poor Rich (가난한 부자)
15. Ambition (야망)
16. The Best Choice (최선의 선택)
17. Under the Mask
18. Me, Behind The Mask (가면 속의 나)
19. The Target (표적)
20. Tears (눈물)
21. Symbiosis (공생)
22. Another Of My Life (또 다른 나의 삶)
23. Decision Moment (찰나의 결정)
24. Nonsense (넌센스)
25. Clumsy Couple (허당 부부)
26. Same Bed, Different Dreams (동상이몽)
27. A Happy Memory (행복한 기억)

## Riconoscimenti
| Anno | Premio           | Categoria                                     | Ricevente           | Risultato       |
| ---- | ---------------- | --------------------------------------------- | ------------------- | --------------- |
| 2015 | APAN Star Awards | Top Excellence Award, Actress in a Miniseries | Soo Ae              | Candidato/a     |
| 2015 | APAN Star Awards | Popular Star Award, Actress                   | Yoo In-young        | Vincitore/trice |
| 2015 | Grimae Awards    | Top Excellence Drama Award                    | Gamyeon             | Vincitore/trice |
| 2015 | Grimae Awards    | Best Actor                                    | Yeon Jung-hoon      | Vincitore/trice |
| 2015 | Grimae Awards    | Best Actress                                  | Soo Ae              | Vincitore/trice |
| 2015 | SBS Drama Awards | Excellence Award, Actor in a Drama Special    | Ju Ji-hoon          | Vincitore/trice |
| 2015 | SBS Drama Awards | Excellence Award, Actor in a Drama Special    | Yeon Jung-hoon      | Candidato/a     |
| 2015 | SBS Drama Awards | Special Award, Actress in a Drama Special     | Yoo In-young        | Vincitore/trice |
| 2015 | SBS Drama Awards | Top 10 Stars                                  | Ju Ji-hoon          | Vincitore/trice |
| 2015 | SBS Drama Awards | Netizen Popularity Award                      | Ju Ji-hoon          | Candidato/a     |
| 2015 | SBS Drama Awards | Netizen Popularity Award                      | Soo Ae              | Candidato/a     |
| 2015 | SBS Drama Awards | Best Couple Award                             | Ju Ji-hoon e Soo Ae | Candidato/a     |